# Carmelo Cappello

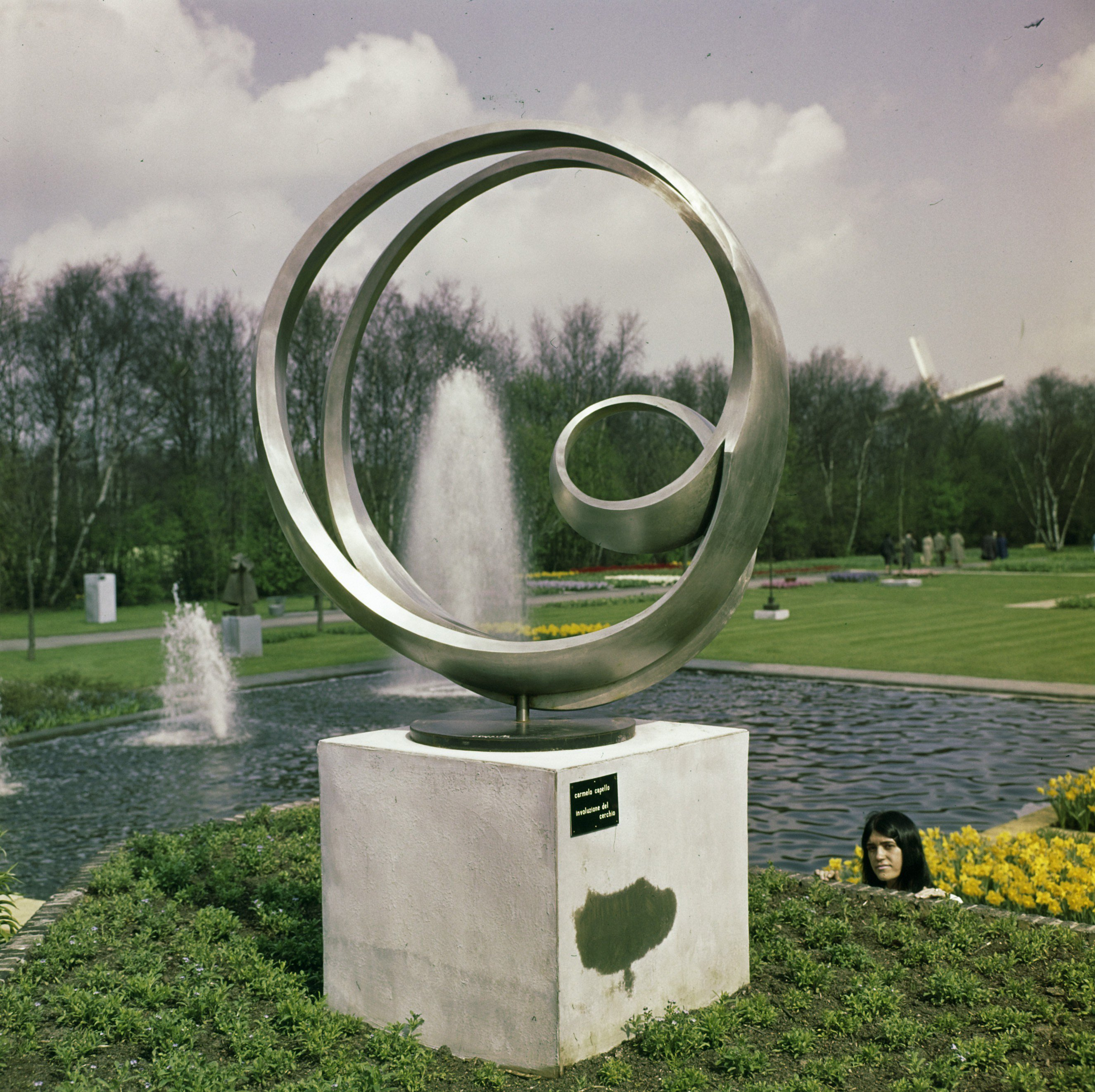
Involuzione del Cerchio

Carmelo Cappello (* 21. Mai 1912 in Ragusa (Sizilien), Italien; † 21. Dezember 1996 in Mailand, Italien) war ein italienischer Bildhauer der Moderne.

## Leben
Cappello studierte 1928 an der Kunstschule in Comiso, bevor er nach Rom zog. Nach 1930 studierte er an der Kunstschule in Monza (Istituto Superiore) bei Marino Marini.
Carmelo Cappello starb im Jahr 1996 im Alter von 84 Jahren in Mailand, wo er den größten Teil seines Lebens gewohnt und gearbeitet hatte.
Capello war Teilnehmer der Biennale von Venedig der Quadriennale von Rom, der Triennale von Mailand und im Jahr 1959 der documenta 2 in Kassel.

## Werk

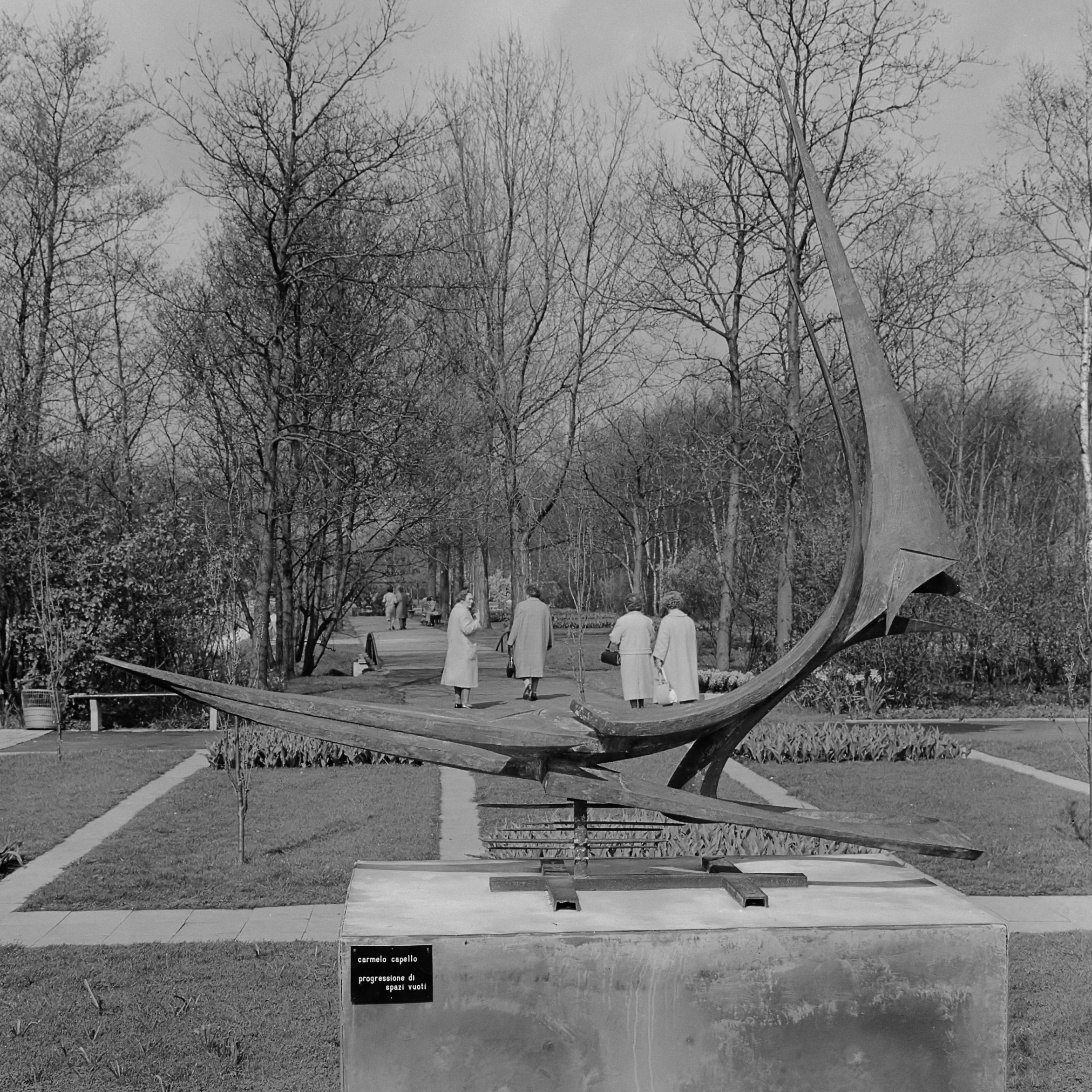
Progressione di spazi vuoti (1964)

Cappello war bekannt für seine filigranen Metallskulpturen, die oft ein abstrahierend-vogelähnliches Aussehen hatten.
Seine Werke sind, unter anderem, in Museen in Antibes, Belgrad, Palermo und Rom ausgestellt.

Foto von Paolo Monti
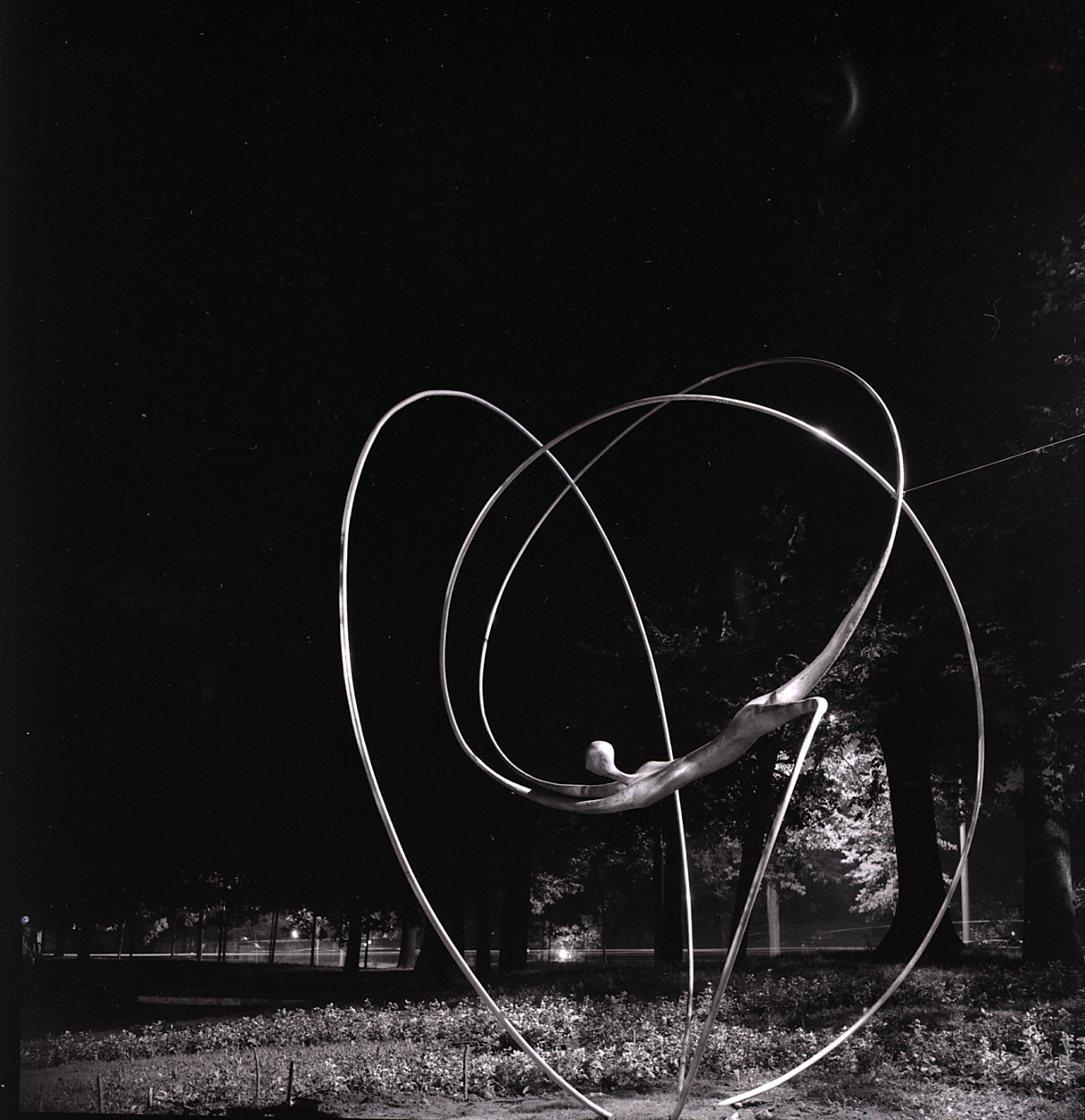
Milano X Triennale. Parco Sempione
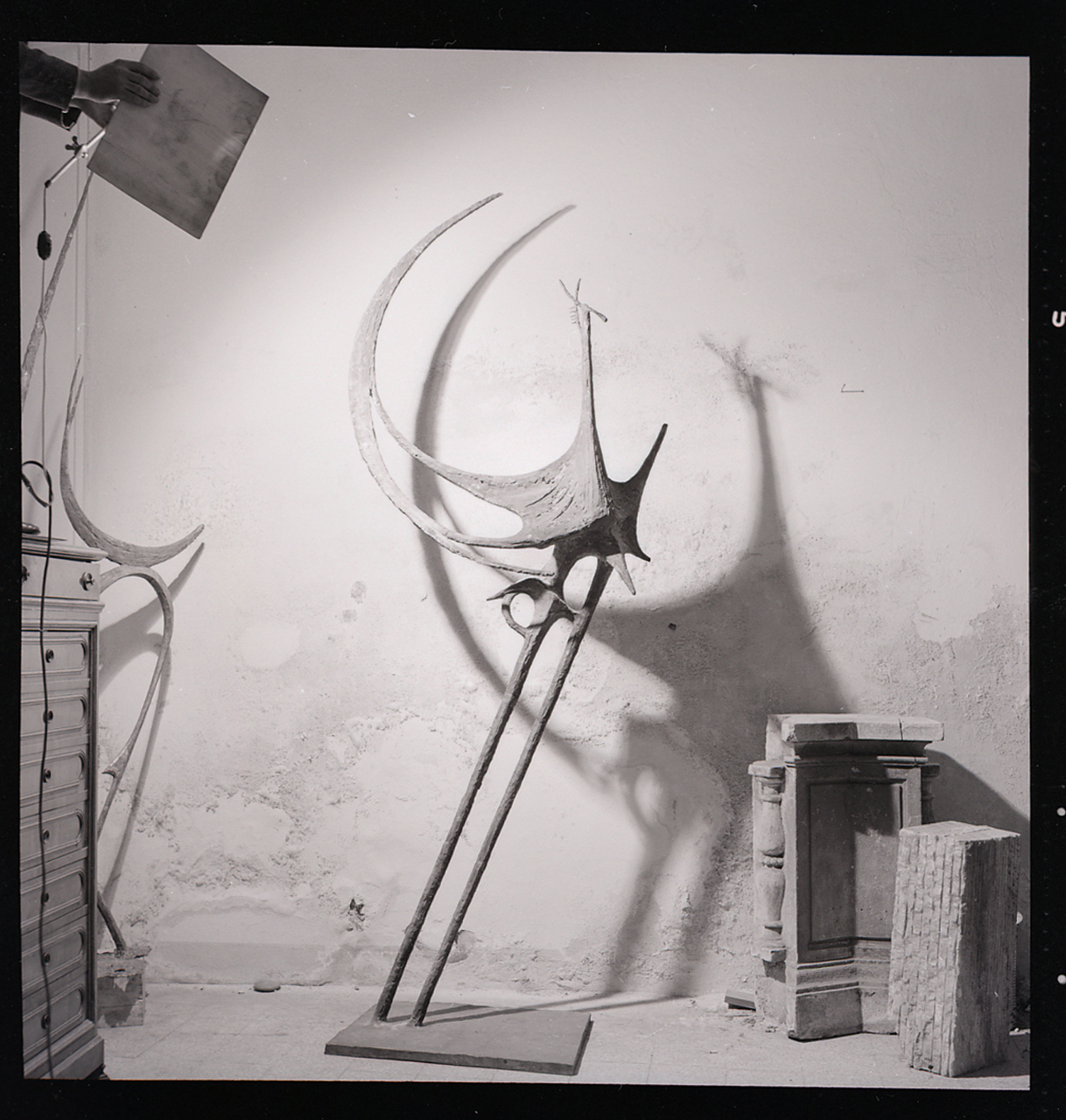
"Fughe ritmiche di luce", ottone lucidato, 1961
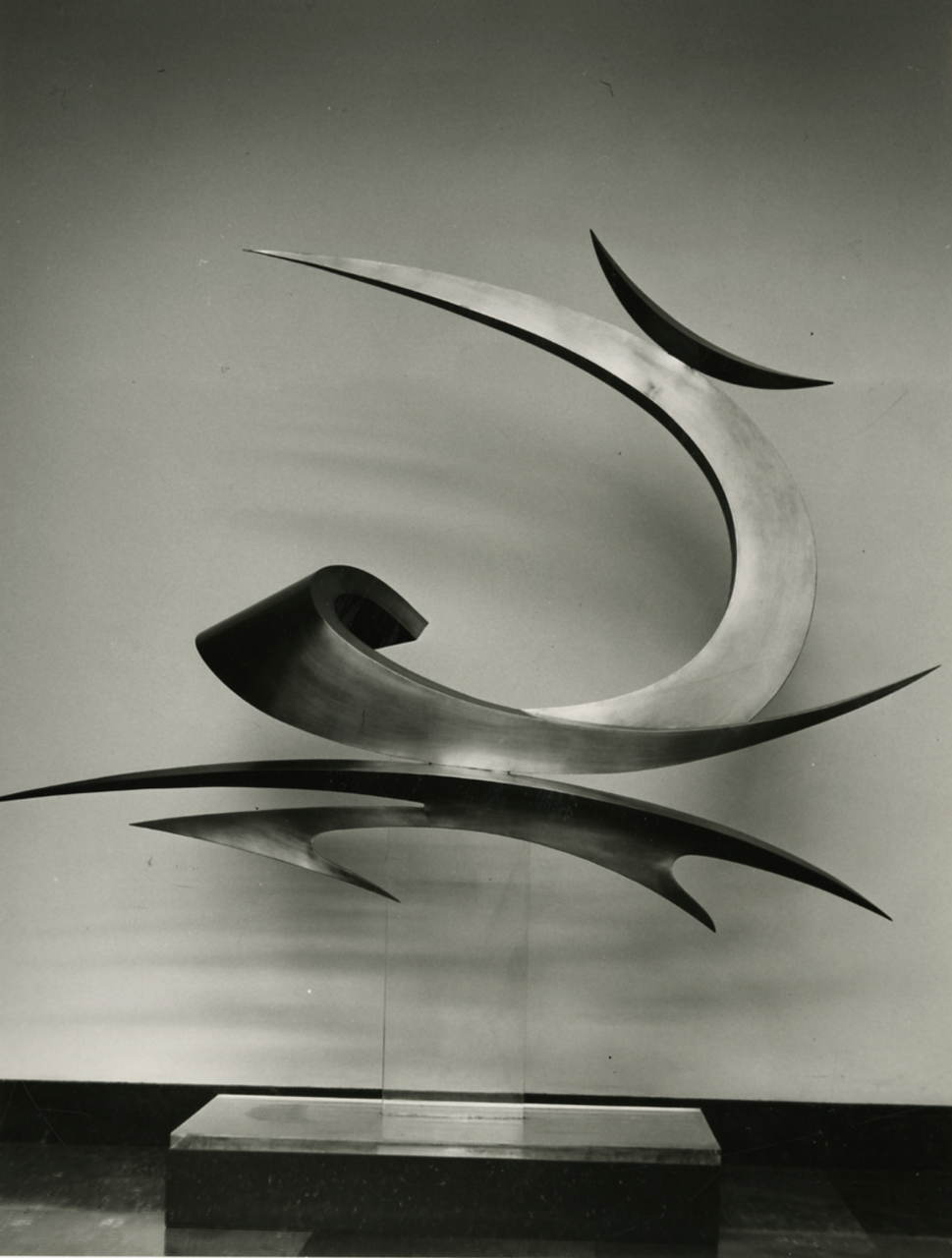
"Fughe ritmiche di luce", ottone lucidato, 1961
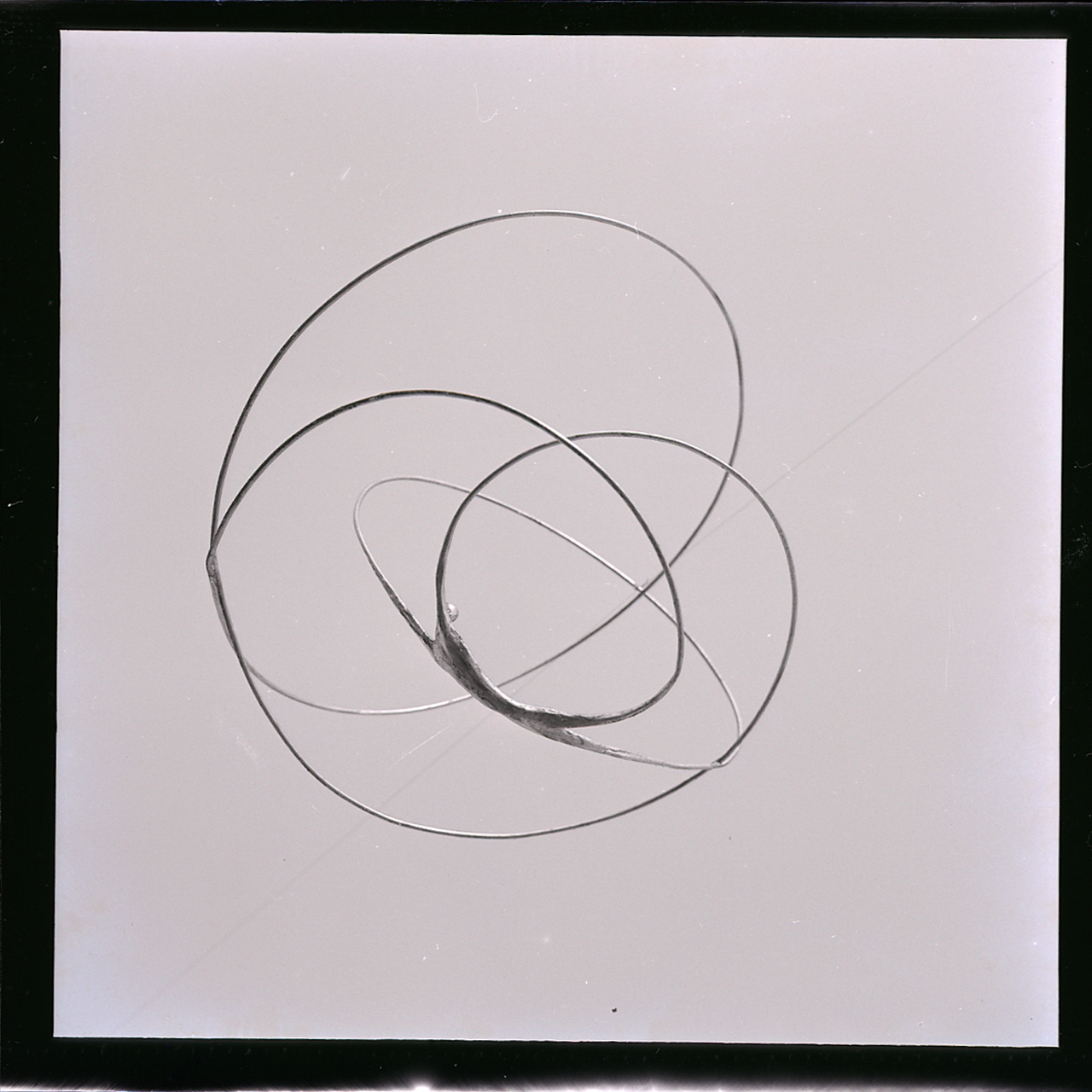
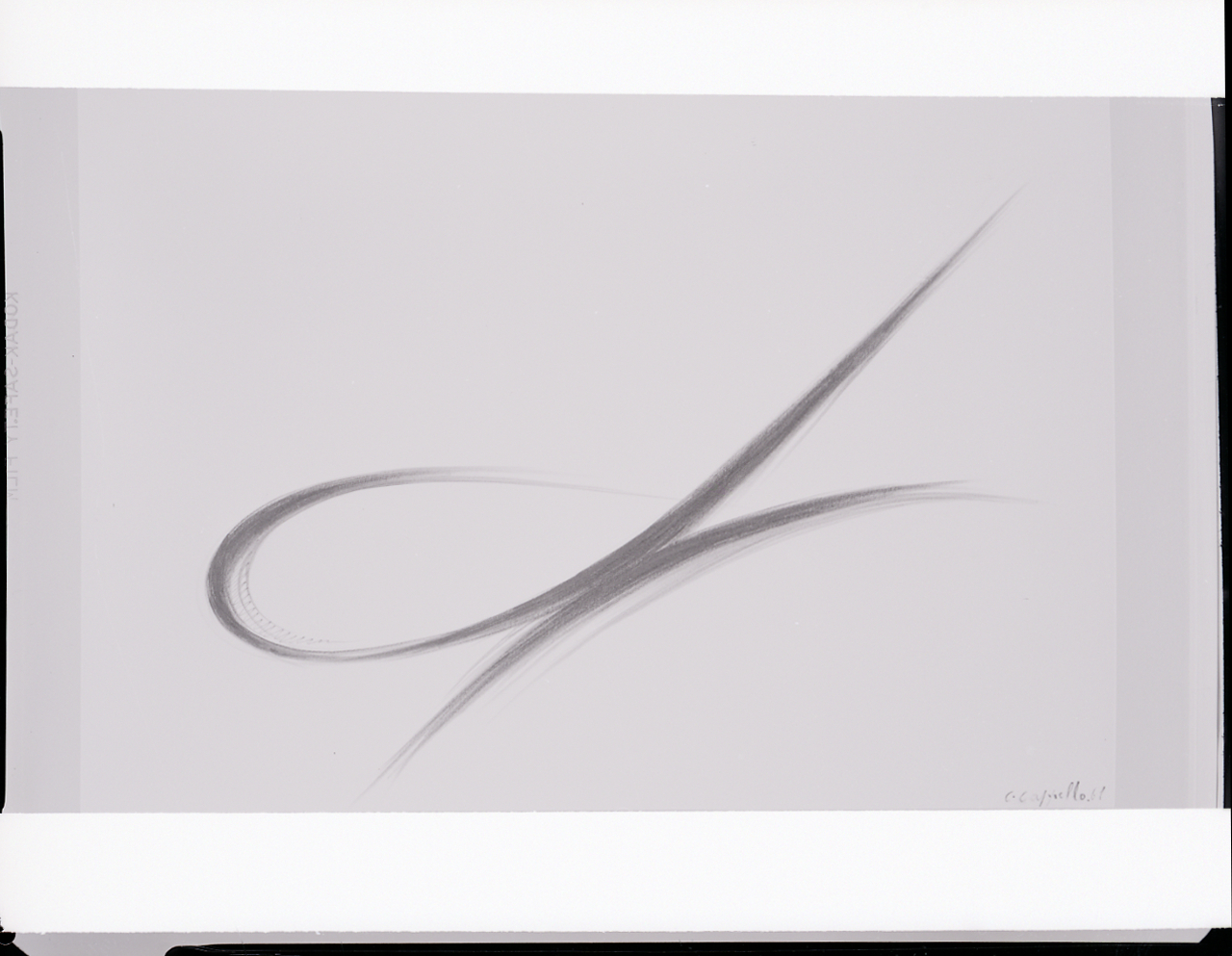
Schizzo
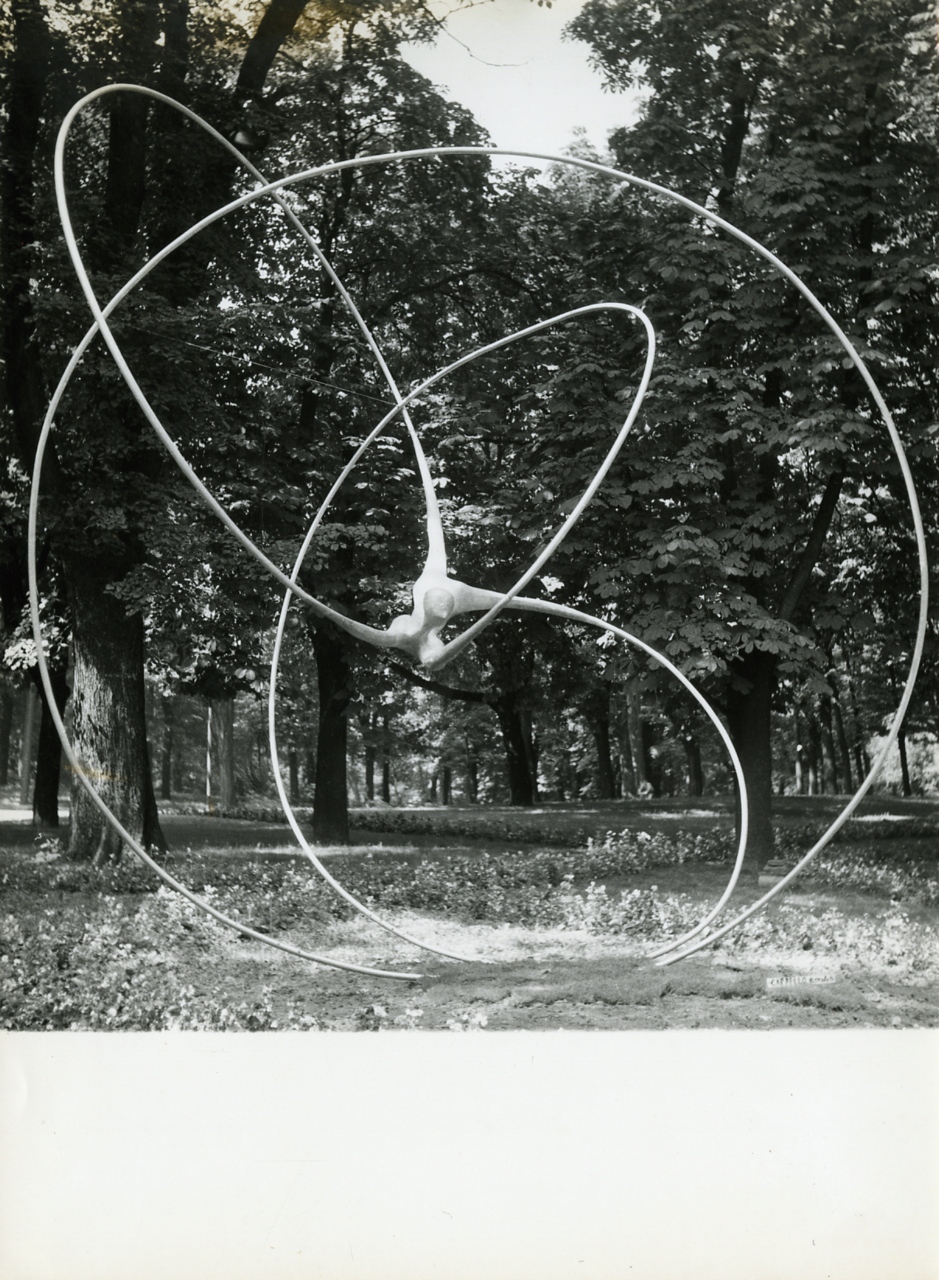
Milano X Triennale. Parco Sempione